# U-80号潜艇 (1916年)
陛下之80号潜艇是德意志帝国海军建造的UE-I型潜艇或称U艇的十号艇暨末艇。它由汉堡的伏尔铿船厂承建，于1916年4月22日下水，至同年6月6日交付使用。U-80号是在第一次世界大战期间服役的329艘德国潜艇之一，曾参加过大西洋潜艇战。在其十六次巡逻中，共击沉协约国或中立国的21艘商船（33343总吨）、2艘军舰（1775吨）和4艘辅助军舰（15537总吨）。战后，根据停战协议的要求，该艇于1919年1月16日被引渡至英国哈维奇正式投降，并最终于同年在斯旺西拆解报废。

## 设计
U-80号是德意志帝国海军潜艇局（U-Boot-Inspektion）于1914年底开发的UE级布雷潜艇（UE-I型）的九号艇，这是官方设计的第45号方案，计划具有更长的续航里程以及较短的工期。
U-80号为单壳体远洋潜艇，配有鞍形水柜。其全长为56.80米；舷宽5.90米，当中的耐压壳体宽为5米；有4.86米的吃水深度。其水上排水量为755吨，水下为832吨。艇只搭载有可在水上使用的两台奔驰六缸四冲程（S6 Ln型）柴油发动机，总功率为900匹公制馬力（662千瓦特）；以及可在水下使用的西门子-舒克特双电动发电机，总功率同样为900匹公制馬力（662千瓦特）。与其他远洋潜艇相比，它的机动性能较弱。这些发动机用以驱动双轴、每根轴各一个直径为1.41米的螺旋桨，从而使艇只在水上的最高速度达9.9節（18.3每小時），在水下的最高航速则为7.9節（14.6每小時）。艇只可以7節（13每小時）的速度在水上巡航7,880海里（14,590），或以4節（7.4每小時）的速度在水下巡航83海里（154）。它的潜航深度为50米。
U-80号的主要任务是布雷，舱内最多可搭载38枚水雷，它们是通过艇艉的两条弹射井道向后布设。因此，这不是一款用于发动鱼雷攻击的潜艇。然而，U-80号仍在左舷艏部和右舷艉部分别装备了一具鱼雷发射管用于自卫，并可携带合共4枚鱼雷。两具管道都位于耐压壳体外侧，因此只有在潜艇浮出水面时才能进行操纵和装填。此外，该艇在司令塔后方的艉部甲板上还装备有一门88毫米30倍径速射炮用于水面作战，自1918年起又替换为威力更大的105毫米45倍径速射炮。其标准船员编制为4名军官及28名水兵。

## 历史
U-80号是由德意志帝国海军作为E项战时订单（Kriegsauftrag E）于1915年3月9日向汉堡的伏尔铿船厂订购，建造编号为62。艇只于1916年4月22日下水，至同年6月6日在首任艇长、海军上尉阿尔弗雷德·冯·格拉泽纳普的指挥下正式交付使用。在格拉泽纳普之后，古斯塔夫·安贝格上尉（1917年8月1日－10月30日）、卡尔·舍布上尉（1917年10月31日－12月22日）和卡尔·科普曼上尉（1917年12月23日－1918年11月11日）也曾担任过U-80号艇长。自1916年8月下旬起，U-80号被编入北海的第一潜艇区舰队服役，并一直隶属于该部队直至战争结束。
第一次世界大战期间，U-80号在北大西洋东部完成了十六次巡逻，主要集中在不列颠群岛周围。期间共击沉协约国或中立国的21艘商船（33343总吨）、2艘军舰（1775吨）和4艘辅助军舰（15537总吨）。其中，正由利物浦驶向哈利法克斯、容积总吨接近15000吨的英国武装商船巡洋舰劳伦蒂克号是吨位最大的受害者。它于1917年1月25日在爱尔兰岛北部驶入了由U-80号在法纳德至马林角之间布设的雷区，并撞上两枚水雷而沉没。事件共造成345人罹难，连同该船为美国政府运送的35吨金锭一起葬身大海。容积总吨逾20000吨的英国客轮凯尔特号甚至更大，但它于1917年2月15日在以南触碰U-80号布设的水雷时仅仅受损。凯尔特号在战争末期又被UB-77号潜艇的鱼雷击中，但依然只是搁浅并在随后获救。由U-80号致沉的英国皇家海军军舰则包括有驱逐舰雉号和扫雷舰布莱克摩尔谷号（HMS Blackmorevale），均为触雷沉没。
U-80号在战争中幸存了下来，没有被击沉。战后，根据对德停战协议的要求，该艇于1919年1月16日移交英国，并在哈维奇正式向协约国投降。同年3月3日，英国海军部以2300英镑的价格（不含发动机）将其售予乔治·科恩，U-80号随后被转运至斯旺西拆解报废。

## 袭击历史摘要
| 日期           | 船名            | 船籍         | 吨位  | 结局 |
| -------------- | --------------- | ------------ | ----- | ---- |
| 1916年11月4日  | 斯凯里斯号      | 英国         | 4278  | 击沉 |
| 1916年12月18日 | 蛋白石号        | 英国         | 599   | 击沉 |
| 1916年12月19日 | 利物浦号        | 英国         | 686   | 击沉 |
| 1917年1月25日  | 劳伦蒂克号      | 英國皇家海軍 | 14892 | 击沉 |
| 1917年2月15日  | 凯尔特号        | 英国         | 20904 | 击伤 |
| 1917年3月1日   | 雉号            | 英國皇家海軍 | 1025  | 击沉 |
| 1917年3月3日   | 赫耳墨斯号      | 挪威         | 785   | 击沉 |
| 1917年3月10日  | 圣爱德华多号    | 英国         | 6225  | 击伤 |
| 1917年3月16日  | 莫塔瓜号        | 英國皇家海軍 | 5977  | 击伤 |
| 1917年4月17日  | 吉塞拉号        | 英国         | 2502  | 击伤 |
| 1917年5月7日   | H·H·彼得森号    | 丹麦         | 192   | 击沉 |
| 1917年5月7日   | 索菲号          | 丹麦         | 237   | 击沉 |
| 1917年5月9日   | 汉斯·布罗格号   | 丹麦         | 1432  | 击沉 |
| 1917年5月11日  | 安娜·阿尔韦娜号 | 俄罗斯帝国   | 364   | 击沉 |
| 1917年5月11日  | 卡尔克斯号      | 英国         | 6748  | 击沉 |
| 1917年5月21日  | 参议员号        | 英國皇家海軍 | 211   | 击沉 |
| 1917年7月1日   | 唐·埃米利奥号   | 英国         | 3651  | 击沉 |
| 1917年8月15日  | 海拉斯号        | 英国         | 4240  | 击沉 |
| 1917年8月16日  | 卡洛琳·科克号   | 丹麦         | 316   | 击沉 |
| 1917年8月20日  | 柯克兰号        | 英國皇家海軍 | 224   | 击沉 |
| 1917年8月25日  | 朱诺娜号        | 俄罗斯帝国   | 3462  | 击沉 |
| 1917年9月6日   | 图斯卡里号      | 英国         | 1159  | 击沉 |
| 1917年12月17日 | 海王星号        | 英国         | 50    | 击沉 |
| 1917年12月19日 | 阿尔诺号        | 丹麦         | 1386  | 击沉 |
| 1918年4月23日  | 卜列东号        | 英國皇家海軍 | 210   | 击沉 |
| 1918年5月1日   | 布莱克摩尔谷号  | 英國皇家海軍 | 750   | 击沉 |
| 1918年6月5日   | 安东号          | 瑞典         | 1036  | 击沉 |
| 1918年6月29日  | 米特斯约号      | 挪威         | 185   | 击沉 |
| 1918年7月3日   | 狮鹫号          | 瑞典         | 1191  | 击沉 |
| 1918年7月3日   | P·C·彼得森号    | 挪威         | 673   | 击沉 |
| 1918年10月11日 | 赫尔维蒂娅号    | 挪威         | 673   | 击沉 |

## 脚注
1. ↑  Helgason, Guðmundur. . German and Austrian U-boats of World War I - Kaiserliche Marine - Uboat.net.   [2015-01-18].
2. ↑  Gröner 1991，第10-11頁.
3. 1 2  Helgason, Guðmundur. . German and Austrian U-boats of World War I - Kaiserliche Marine - Uboat.net.   [2015-01-20].
4. 1 2  Helgason, Guðmundur. . German and Austrian U-boats of World War I - Kaiserliche Marine - Uboat.net.   [2015-01-20].
5. 1 2  Helgason, Guðmundur. . German and Austrian U-boats of World War I - Kaiserliche Marine - Uboat.net.   [2015-01-20].
6. 1 2  Helgason, Guðmundur. . German and Austrian U-boats of World War I - Kaiserliche Marine - Uboat.net.   [2015-01-20].
7. ↑  Helgason, Guðmundur. . German and Austrian U-boats of World War I - Kaiserliche Marine - Uboat.net.   [2010-01-24].
8. ↑  Herzog，第48頁.
9. 1 2  Gröner 1991，第10–11頁.
10. ↑  Herzog，第136頁.
11. ↑  Herzog，第123頁.
12. ↑  Herzog，第68頁.
13. ↑  Herzog，第119頁.
14. ↑  Helgason, Guðmundur. . German and Austrian U-boats of World War I - Kaiserliche Marine - Uboat.net.   [2021-11-15].
15. ↑  Helgason, Guðmundur. . German and Austrian U-boats of World War I - Kaiserliche Marine - Uboat.net.   [2021-11-15].
16. ↑  Helgason, Guðmundur. . German and Austrian U-boats of World War I - Kaiserliche Marine - Uboat.net.   [2021-11-15].
17. ↑  Helgason, Guðmundur. . German and Austrian U-boats of World War I - Kaiserliche Marine - Uboat.net.   [2023-05-18].
18. ↑  Herzog，第90頁.
19. ↑  Helgason, Guðmundur. . German and Austrian U-boats of World War I - Kaiserliche Marine - Uboat.net.   [2015-01-20].